# La collina della felicità
La collina della felicità (I'd Climb the Highest Mountain) è un film del 1951 diretto da Henry King.
È un film romantico statunitense a sfondo drammatico con Susan Hayward, William Lundigan e Rory Calhoun. È basato sul romanzo del 1910 A Circuit Rider's Wife di Corra Harris.

## Trama
Mary è una ragazza dalla raffinata educazione cittadina che, per amore, si unisce in matrimonio col giovane reverendo William Asbury Thompson, a cui è stata di recente affidata la cura delle anime di una comunità rurale nel Sud degli Stati Uniti, nella quale i novelli sposi si trasferiscono. Non è facile per Mary adattarsi al nuovo ambiente, ed allo stesso tempo si rilevano difficoltà anche per William, allorché diversi abitanti del luogo, per motivi diversi, manifestano il loro sostegno per il nuovo pastore, o, alternativamente, la loro avversione.
Non mancano calamità di vario tipo: un'epidemia, un incidente mortale occorso ad un bambino, la morte del neonato figlio della coppia, e altre simili dure prove. In mezzo a tutto questo, William e signora, in un processo di graduale crescita e responsabilizzazione, riescono a comportarsi in maniera equilibrata e alla fine, quando, dopo tre anni – secondo le procedure della loro chiesa - devono lasciare la comunità per trasferirsi altrove, l'intera popoolazione del paesino, al loro accorato commiato, si mostra solidale e riconoscente nei loro confronti, con tutti i precedenti conflitti appianati o per lo meno attenuati.

## Produzione
Il film, diretto da Henry King su una sceneggiatura di Lamar Trotti e dello stesso King (quest'ultimo non accreditato come sceneggiatore nei titoli) con il soggetto di Corra Harris (autrice del romanzo semi-autobiografico pubblicato per la prima volta serializzato sul The Saturday Evening Post), fu prodotto da Lamar Trotti per la Twentieth Century Fox e girato a Cleveland e in altre località della Georgia.
Il titolo di lavorazione fu A Circuit Rider's Wife. Inizialmente nella composizione del soggetto doveva entrare a far parte anche il racconto breve del 1941 The Preacher Calls the Dance di John W. Thomason, Jr.. Trotti poi decise di farne a meno.
Per il ruolo della protagonista femminile fu scritturata alla fine di aprile del 1950 Susan Hayward in sostituzione di Jeanne Crain che era stata indicata come interprete del film i primi giorni dello stesso mese. In una puntata del 1951 della serie radiofonica antologica Lux Radio Theatre, i due attori protagonisti, la Hayward e Lundigan, ripresero i loro ruoli in un episodio che richiama al film. Nel corso dell'anno successivo si parlò di un sequel cinematografico quando la produzione rilevò i diritti del romanzo della Harris intitolato By Book and Heart con l'intenzione di riadattarlo per un seguito che però non fu mai prodotto.

### Colonna sonora
- In the Sweet Bye and Bye - musica di Harry von Tilzer, parole di Vincent Bryan
- Father, We Thank Thee - musica di Daniel Batchellor, parole di Rebecca J. Weston
- We're Marching to Zion - musica di Robert Lowry, parole di Isaac Watts
- In the Good Old Summertime - musica di George Evans, parole di Ren Shields
- In the Shade of the Old Apple Tree - musica di Egbert Van Alstyne, parole di Harry Williams
- When the Saints Go Marching In - tradizionale
- Do Lord, Remember Me - tradizionale
- How Firm a Foundation - tradizionale
- The Lord's Prayer - musica di Albert Hay Malotte

## Distribuzione
Il film fu distribuito con il titolo I'd Climb the Highest Mountain negli Stati Uniti dal 17 febbraio 1951 al cinema dalla Twentieth Century Fox.
Altre distribuzioni:
- in Danimarca il 19 maggio 1952 (Stormfuld lykke)
- in Finlandia il 13 giugno 1952 (Hän luopui kaikesta)
- in Portogallo il 18 agosto 1952 (A História de Uma Alma)
- in Svezia l'8 giugno 1953 (I nöd och lust)
- in Venezuela (La colina de la felicidad)
- in Grecia (Psila vouna)
- in Brasile (Um Homem e sua Alma)
- in Italia (La collina della felicità)

### Critica
Secondo il Morandini è un "film per famiglie, come se ne facevano a Hollywood", particolarmente adatto ad un pubblico femminile. A tratti melenso e troppo sentimentale, il film si caratterizza, tuttavia, per la cura dei particolari e per l'azione che risulterebbe "vivace".